# Неаполітанський соус
Неаполітанський соус (англ. Neapolitan sauce), (італ. Salsa alla napoletana або Salsa napoletana), також званий соусом Наполі (Napoli sauce) або соусом Наполетана (Napoletana sauce) — є збірною назвою, даною за межами Італії різним соусам італійської кухні на основі томатів, які часто подають з макаронами.
У Неаполі неаполітанський соус називають просто «la salsa», що буквально перекладається як соус. До його складу можуть входити базилік, лавровий лист, чебрець, орегано, перець, гвоздика, оливки та гриби. Деякі варіанти включають моркву та селеру. За межами Італії основним соусом є вегетаріанський, хоча можна додавати м'ясо, наприклад яловичий фарш або ковбасу. Разом з тим, в Італії страва з томатно-м'ясним соусом існує під назвою неаполітанське рагу.

## Походження
Багато італійців не знають, що таке неаполітанський соус, особливо у зв'язку з деякими назвами рецептів, такими як, наприклад, спагеті наполітана. Очевидно, цей соус є спадщиною еміграції мільйонів італійців з півдня, наприкінці XIX і на початку XX століття.
Перша італійська куховарська книга, що включає томатний соус Lo Scalco alla Moderna, була написана італійським шеф-кухарем Антоніо Латіні та опублікована у двох томах у 1692 та 1694 роках. Латіні служив розпорядником у першого міністра іспанського віце-короля Неаполя.

## Приготування
Цибулю та часник обсмажують на олії, додають томати, свіжі або консервовані, часто використовують і томатну пасту. Також спеції, сіль та цукор за бажанням, і готують, поки соус не загусне.